# Synagoga Or Szemesz we Lwowie (ul. Miodowa 3)
Synagoga Or Szemesz we Lwowie (z hebr. „Słoneczny Promień”) – nieistniejąca synagoga znajdująca się we Lwowie przy ulicy Miodowej 3.
Synagoga została zbudowana w 1903 roku. Została przeniesiona ze starej siedziby mieszczącej się przy ulicy Słonecznej 26. Podczas II wojny światowej, po wkroczeniu wojsk niemieckich do Lwowa w 1941 roku, synagoga została doszczętnie zniszczona. Po zakończeniu wojny nie została odbudowana.